# 新坡镇 (海口市)
新坡镇是中国海南省海口市龙华区下辖的一个镇。

## 行政区划
下辖以下地区：
文山村、文丰村、新村、雄丰村、农丰村、新彩村、群益村、群丰村、民丰村、新坡村、光荣村、仁南村和仁里村。

## 中国传统村落
2012年，文山村被评为首批“中国传统村落”。